# Enseada da Póvoa
A Enseada da Póvoa, Angra da Póvoa ou ainda Baía da Póvoa é uma enseada localizada na cidade da Póvoa de Varzim, que hoje constitui o porto de pesca daquela cidade e que ditou o desenvolvimento urbanístico e demográfico da Póvoa de Varzim no século XVIII.

## Características
A enseada forma-se pela parte do norte ao noroeste, por uma natural carreira de penedos, que tinham várias denominações, as da areia chamam-se Pedra do Canto dos Barcos, e uma das que seguem para o mar, a Curva Grande. Na parte sul, acontecia a mesma situação, no areal existiam as Pedras do Cabedelo e, para o mar, Movelha. Alguns dos penedos estão hoje ocultos nos molhes do porto de pesca. No meio da enseada, existiam as pedras a que se chamavam a Caverneira, e outra próxima, para sul, o Seixo, que foram removidas para melhorar a navegabilidade do porto e da marina. A Caverneira é mesmo a origem do nome da rua que circunda a enseada — rua da Caverneira.

## História
A esta enseada entravam e saiam navios desde tempos remotos, sendo usada regularmente desde o século XI. Consta de documentação a célebre nau de guerra N.S. de Guadalupe, que recuperou Pernambuco, construída naquela enseada e que ali regressara vinda de comerciar de Angola.
Um manuscrito do século XVIII diz: «Há nesta vila uma das melhores enseadas deste reino; a natureza, por disposição do Autor dela, a formou, e, se a arte, por mandato do rei e senhor, a aperfeiçoasse, seria uma maravilha da Europa». O Corregedor Almada mandou edificar um cais, mas que não foi concluído, e seria necessário outro cais na parte sul, até ao pé da barra, para tornar menos forte a corrente. Em 1857, a câmara pediu ao rei um porto de abrigo: «que seria em Portugal um porto tão bom, melhor que o de Vigo». Mas só no período do Estado Nova, na década de 1950 é que o porto foi construído, existindo já nessa altura, o Porto de Leixões, porto artificial, que tomou a primazia portuária.
A enseada era toda percorrida por uma praia, sendo também conhecida como "Praia de peixe", contrastando com a Praia de Banhos, a norte. Hoje, apenas, uma pequena porção da antiga praia subsiste.